# Spedizione dei García de Nodal
La spedizione dei García de Nodal fu decisa nel 1619 da re Filippo II di Spagna per effettuare una ricognizione nel passaggio tra gli oceani Atlantico e Pacifico, a sud della Terra del Fuoco appena scoperta dai mercanti olandesi Jacob Le Maire e Willem Schouten. La spedizione ebbe successo, e tutti gli obbiettivi furono raggiunti. Non morì nessuno e non si perse nessuna nave, facendo il tutto in un breve  periodo di tempo.

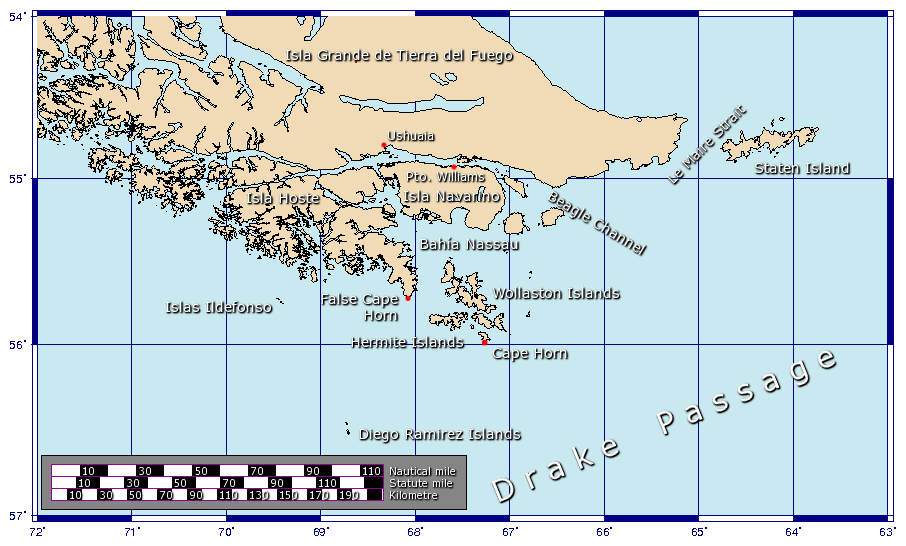
Terra del Fuoco sudorientale, compreso lo stretto di Le Maire, Capo Horn e le isole Diego Ramírez. L'isola sull'estremità orientale della terra (Isla Grande de Tierra de Fuego) è Capo San Diego, che prende il nome dai fratelli Garcia de Nodal

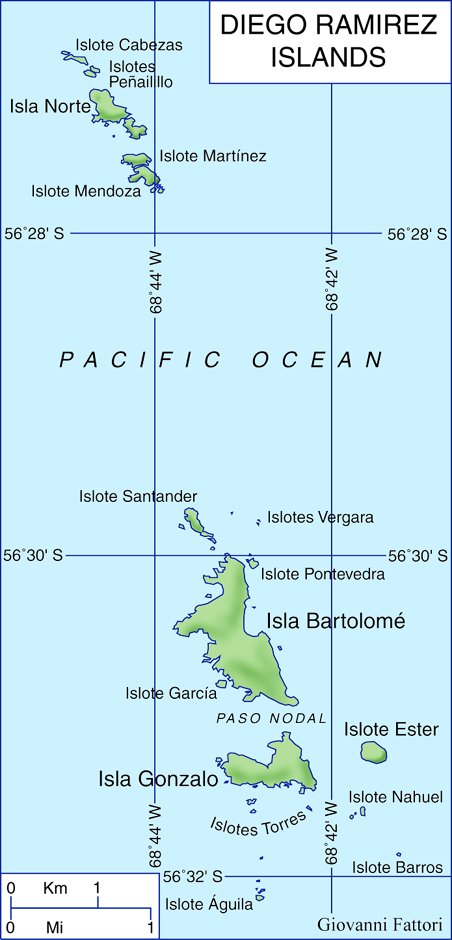
Mappa delle isole Diego Ramírez

## Contesto storico
La spedizione dei García de Nodal era cruciale per l'impero spagnolo. La scoperta di una rotta tra Atlantico e Pacifico, un'alternativa allo stretto di Magellano, cambiò drasticamente l'approccio spagnolo alla gestione delle regioni meridionali dell'America, già disturbata da Francis Drake fin dal 1578.
La spedizione fu guidata da Bartolomé e Gonzalo García de Nodal (nati entrambi a Pontevedra attorno al.1570, e morti nel 1622), assieme al cosmografo Diego Ramírez de Arellano nel ruolo di pilota. Nel corso della spedizione furono usati due vascelli simili per evitare di dover aspettare l'altro durante l'uscita dai porti. 
La spedizione salpò da Lisbona, attuale Portogallo, il 27 settembre 1618, e nel gennaio del 1619 entrò nello stretto compreso tra la Terra del Fuoco e l'isola degli Stati che essi chiamarono Estrecho de San Vicente (oggi noto come stretto di Le Maire). Le settimane successive furono spese esplorando meticolosamente e dando un nome alle coste meridionali della Terra del Fuoco e delle isole meridionali, compreso Capo Horn che fu chiamato Cabo San Ildefonso. In seguito la spedizione salpò verso sud alla latitudine di 58°30'S, scoprendo le Isole Diego Ramírez ed arrivando fino al canale di Drake. Entrarono nell'oceano Pacifico dirigendosi a nord, riuscendo ad entrare nello stretto di Magellano dal lato occidentale al loro primo tentativo. Raggiunsero l'Atlantico il 13 marzo, e la Spagna il 7 luglio 1619.

## Risultati e valutazioni
Come risultato della spedizione fornirono alla Casa de Contratación spagnola un'incredibile quantità di dati e di mappe che sarebbero rimaste segrete per secoli.
(Robin Knox-Johnston, "Cape Horn. A Maritime History ")

## Risultati conseguiti
Tra i risultati conseguiti dalla spedizione dei fratelli Garcia de Nodal ci sono:
- La prima circumnavigazione della Terra del Fuoco comprensiva di studio delle sue coste
- Scoperta delle isole Diego Ramírez (per 150 anni il punto più meridionale raggiunto dall'uomo)
- Prima navigazione all'interno del canale di Drake
- Primo contatto europeo con i popoli meridionali Fuegini
- Secondo passaggio attorno a Capo Horn
- Terzo attraversamento verso est dello stretto di Magellano